# Nil Cabasiles
Nil Cabasiles (Neilus Cabasilas, Νεῖλος Καβασίλας) fou arquebisbe de Tessalònica. Vivia vers el 1314 o 1340. Es va oposar a les doctrines de l'església llatina i va escriure diversos llibres: Una oració sobre la causa del cisma entre grecs i llatins (περὶ τῶν αἰτιῶν τῆς ἐκκλησιαστικῆς διαστάσεως), i una obra sobre la primacia del papa (περὶ τῆς ἀρχῆς τοῦ πάπα).